# トキシン-アンチトキシンシステム

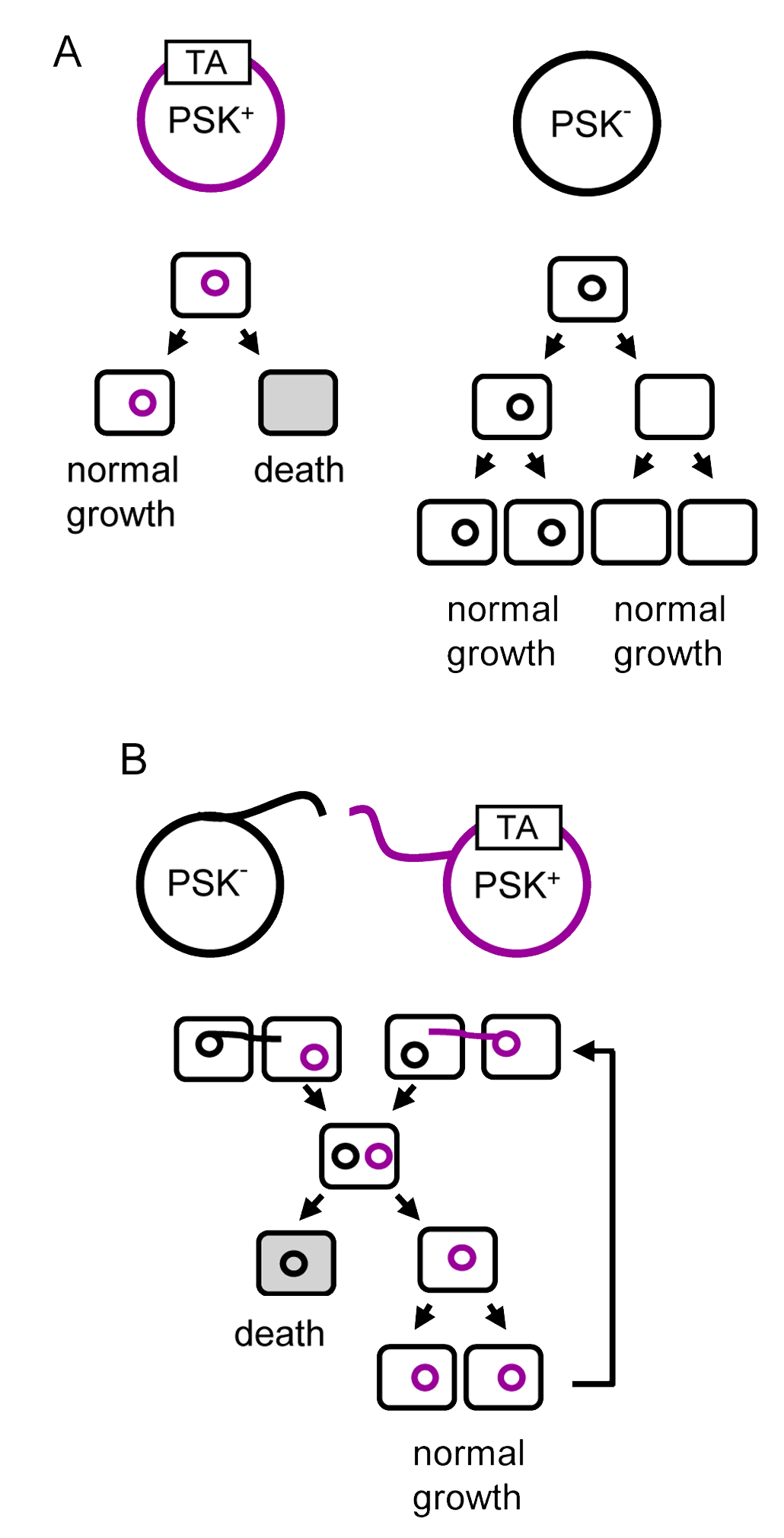
(A) トキシン―アンチトキシンシステムにおける遺伝子の水平伝搬 (B) トキシン―アンチトキシンシステムにおける遺伝子の垂直伝搬。 PSKはpost-segregational killingの略であり、TAと書かれた部分がトキシンとアンチトキシンをコードしている遺伝子座である。

トキシン―アンチトキシン(TA)システムは、“トキシン”(毒素)とそれに対応する”アンチトキシン”(抗毒素)から構成される細胞内の機構である。トキシンはほとんどの場合タンパク質であるが、アンチトキシンはタンパク質，またはRNAのこともある。この機構は原核生物で広く保存されており、しばしば複数のコピーを持つことがある。これらの機構がプラスミドに保存されている場合は、細胞分裂後にプラスミドを受けついだ娘細胞だけが生存するようになっている。娘細胞内にプラスミドがない場合は、不安定なアンチトキシンが分解され、細胞は安定な毒性タンパク質によって死に至る．
TAシステムは、アンチトキシンがトキシンを無効化する方法によって分類される。タイプⅠ TAシステムでは、ノンコーディングRNAがアンチトキシンとして働き、トキシンをコードするmRNAに結合することで翻訳を阻害する。タイプⅡではアンチトキシンとして働くタンパク質が、翻訳されたトキシンタンパク質に結合して毒性を阻害する。タイプⅢではRNAの小分子がアンチトキシンとして働き、トキシンタンパク質に直接結合して毒性を阻害する。以降はあまり一般的でないが、タイプⅥまで存在する。トキシン―アンチトキシンに関連する遺伝子はしばしば、遺伝子の水平伝搬によって受け継がれ、抗生物質耐性や病原性を付与するプラスミド上で発見されるなど，病原性細菌と関連している。